# Platycleis fatima
Platycleis fatima är en insektsart som beskrevs av Boris Petrovich Uvarov 1912. Platycleis fatima ingår i släktet Platycleis och familjen vårtbitare.

## Underarter
Arten delas in i följande underarter:
- P. f. angustipennis
- P. f. fatima